# مدار ۷۲ درجه جنوبی
مدار ۷۲ درجه جنوبی، دایره‌ای از عرض جغرافیایی است که در ۷۲ درجهٔ جنوبی خط استوا  قرار دارد.

## گذر از مناطق
از نصف‌النهار مبدأ شروع می‌شود و به سمت مشرق ۷۲ درجه جنوبی از موارد زیر گذر می‌کند:
| مختصات‌ها                                             | کشور، قلمرو یا دریا | توضیحات |
| ---------------------------------------------------- | ------------------- | --- |
| ۷۲°۰′ جنوبی ۰°۰′ شرقی / ۷۲٫۰۰۰°جنوبی ۰٫۰۰۰°شرقی      | جنوبگان             | سرزمین شهبانو ماود, claimed by نروژ · قلمرو جنوبگان استرالیا, claimed by استرالیا · سرزمین ادلی, claimed by فرانسه · قلمرو جنوبگان استرالیا, claimed by استرالیا · Ross Dependency, claimed by نیوزیلند |
| ۷۲°۰′ جنوبی ۱۷۰°۳۸′ شرقی / ۷۲٫۰۰۰°جنوبی ۱۷۰٫۶۳۳°شرقی | اقیانوس منجمد جنوبی | |
| ۷۲°۰′ جنوبی ۱۰۲°۱۵′ غربی / ۷۲٫۰۰۰°جنوبی ۱۰۲٫۲۵۰°غربی | جنوبگان             | Thurston Island - unclaimed territory |
| ۷۲°۰′ جنوبی ۹۵°۳۶′ غربی / ۷۲٫۰۰۰°جنوبی ۹۵٫۶۰۰°غربی   | اقیانوس منجمد جنوبی | دریای بلینگسهاوزن |
| ۷۲°۰′ جنوبی ۷۴°۲۱′ غربی / ۷۲٫۰۰۰°جنوبی ۷۴٫۳۵۰°غربی   | جنوبگان             | جزیره الکساندر و شبه‌جزیره جنوبگانی - claimed by آرژانتین, شیلی and بریتانیا (overlapping claims) |
| ۷۲°۰′ جنوبی ۶۰°۵′ غربی / ۷۲٫۰۰۰°جنوبی ۶۰٫۰۸۳°غربی    | اقیانوس منجمد جنوبی | دریای ودل |
| ۷۲°۰′ جنوبی ۱۴°۳۳′ غربی / ۷۲٫۰۰۰°جنوبی ۱۴٫۵۵۰°غربی   | جنوبگان             | سرزمین شهبانو ماود, claimed by نروژ |